# Mohamed Benaïssa
Pour les articles homonymes, voir Benaïssa.
Mohamed Benaïssa (en arabe : محمّد بن عيسى), né le 3 janvier 1937 à Assilah (protectorat espagnol au Maroc) et mort le 28 février 2025 à Rabat (Maroc), est un homme politique marocain. 

## Biographie
Ministre des Affaires étrangères du 8 avril 1999 au 15 octobre 2007, Mohamed Benaïssa est secrétaire général du Forum d'Assilah, festival qu'il a créé en 1978 avec l'artiste-peintre Mohamed Melehi.
Il est ministre de la Culture de 1985 à 1992 et ambassadeur aux États-Unis de 1993 à 1999. Le 12 juin 2009, il est élu président du conseil communal d'Asilah aux élections communales, avec l'étiquette d'indépendant, jusqu'à 2021 ou il décide de porter les couleurs du Parti Authenticité et modernité (PAM) aux élections communales marocaines de 2021.
Il est diplômé de l'université du Minnesota en 1963.
En 2013, il est membre du comité du prix humanitaire Isa Award.

## Décorations
- 1999, Mohamed Benaïssa a été décoré de la croix de grand officier de la légion d'honneur[3].
- 2003, il a été décoré de la médaille municipale au Pérou.
- 2007, il est fait docteur honoris causa de l'université du Minnesota.
- 2008, il a été décoré commandeur de l'ordre du Trône du Maroc[4].
- 2008, il a reçu le prix Cheikh Zayed aux Émirats arabes unis de la personnalité culturelle de l'année.